# Церква Святої Великомучениці Параскеви П'ятниці (Ліщанці)
Церква Святої Великомучениці Параскеви П'ятниці в Ліщанцях — парафія і храм Бучацького благочиння Тернопільської єпархії Православної церкви України в селі Ліщанці Чортківського району Тернопільської области.

## Історія церкви
Храм був збудований майже в центрі села у 1826—1832 роках на місці колишнього цвинтаря. Людські кістки, знайдені під час закладання фундаменту, перепоховали в південно-західному куті церковного подвір'я. Нині у Великодні свята там співають гаївки. Образ святої Параскеви, куплений у 1795 році, свідчить, що на місці сучасної церкви колись була капличка.
У південно-східному куті церковного подвір'я розташована дзвіниця з трьома дзвонами. У 90-х роках придбали ще один новий дзвін.
У 1998 році за кошти жертводавців було зроблено внутрішній ремонт храму.
Капличка Святого Івана Хрестителя (1995) служить місцем освячення Йорданської води. Фігура Божої Матері (2006) є місцем проведення Маївок та Акафістів. Молоді пари приходять сюди у день весілля, а майже всі парафіяни починають і закінчують тут свій робочий день.
На території є пам'ятні хрести на честь скасування панщини, де відправляють панахиди.
У храмі знаходиться фігура святого Антонія Падуанського, виконана в стилі, що наближений до творів Йогана-Георга Пінзеля або його учнів.

## Парохи
- о. Іван Павлишин,
- о. Роман Марчишак,
- о. Михайло Галайцьо,
- о. Володимир Мостовий (з 1986).